# Courage (The Bats)
Courage è un EP dei The Bats pubblicato nel 1993 in Australia e in Nuova Zelanda dalla Flying Nun Records e negli Stati Uniti d'America dalla Mammoth Records.

## Tracce
Testi e musiche di Robert Scott.
1. Courage – 4:05
2. Mind How You Run – 3:04
3. Slow Alight – 4:46
4. The Wind Is Sad – 2:53

## Musicisti
- Paul Kean (basso, voce)
- Malcolm Grant (batteria)
- Robert Scott (voce, chitarra)
- Kaye Woodward (voce, chitarra)